# Cyperus feani
Cyperus feani är en halvgräsart som beskrevs av Forest Buffen Harkness Brown. Cyperus feani ingår i släktet papyrusar, och familjen halvgräs.
Artens utbredningsområde är Marquesasöarna. Inga underarter finns listade i Catalogue of Life.